# Río San Pedro (Cuba)
El río San Pedro es un río ubicado en el suroeste de la Provincia de Camagüey, en Cuba. Su cuenca cubre un área de 1,053 km². El caudal se contamina debido a los desechos procedentes de la gran ciudad de Camagüey. En él se encuentra la Presa Jimaguayú, una de las mayores del país.
El río se forma al sur de la ciudad de Camagüey, donde confluyen los ríos Tínima y Hatibonico. El ríor El Bolsillo se une a él al sur de dicha confluencia. El río San Pedro fluye al sur de la Presa Jimaguayú, después gira hacia el oeste, y desemboca en el Caribe aproximadamente a 40 km al oeste de la ciudad de Vertientes.